# Alouette pispolette
Alaudala rufescens
Espèce
Statut de conservation UICN

 LC  : Préoccupation mineure
L’Alouette pispolette (Alaudala rufescens, anciennement Calandrella rufescens) est une espèce de passereaux de la famille des Alaudidae.

### Reproduction

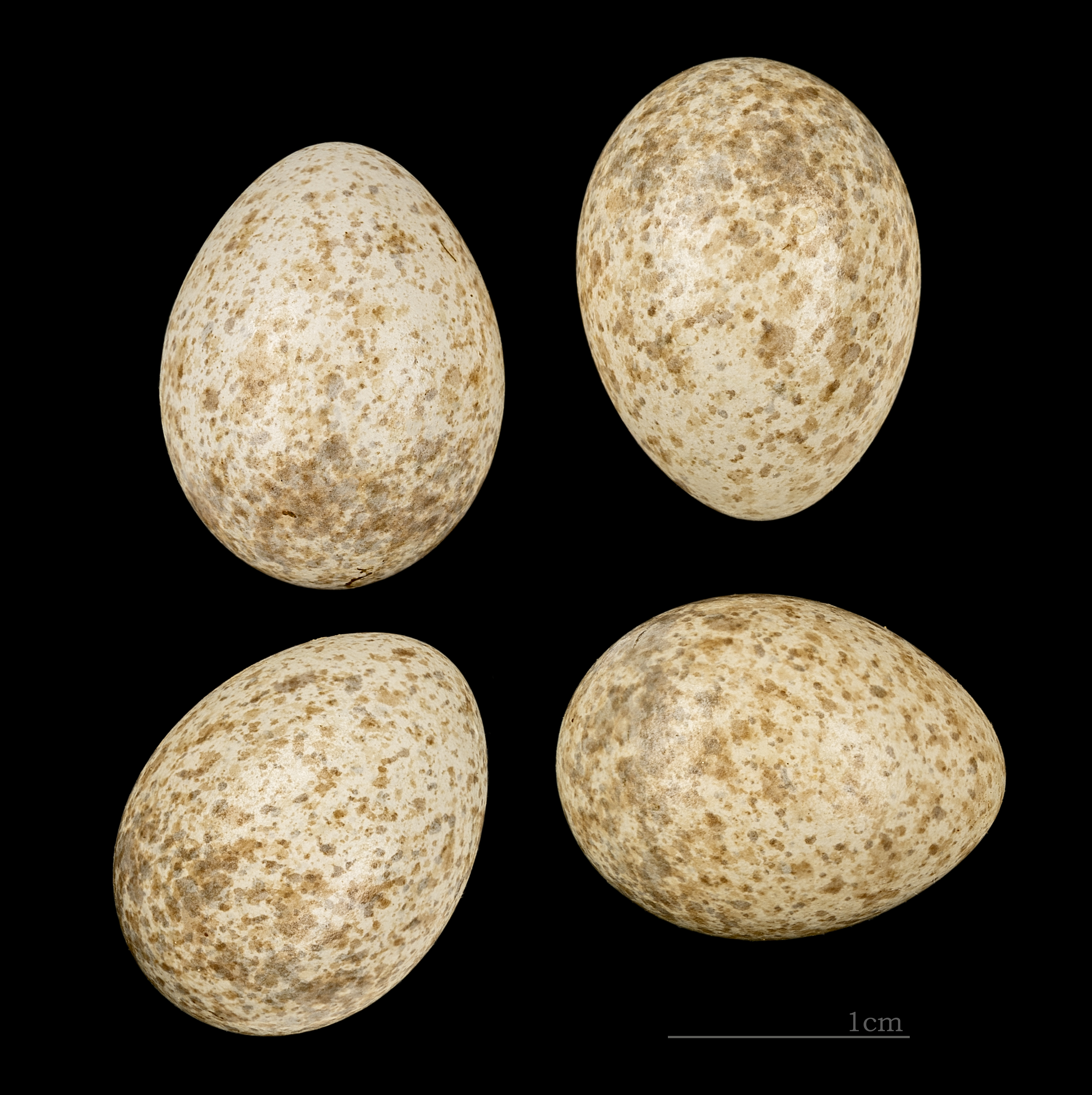
Œufs de Calandrella rufescens minor Muséum de Toulouse

## Répartition et habitat
Cette espèce niche en Espagne, en Afrique du Nord et depuis la Turquie, à travers les zones semi-arides d'Asie centrale jusqu'à la Mongolie et la Chine.

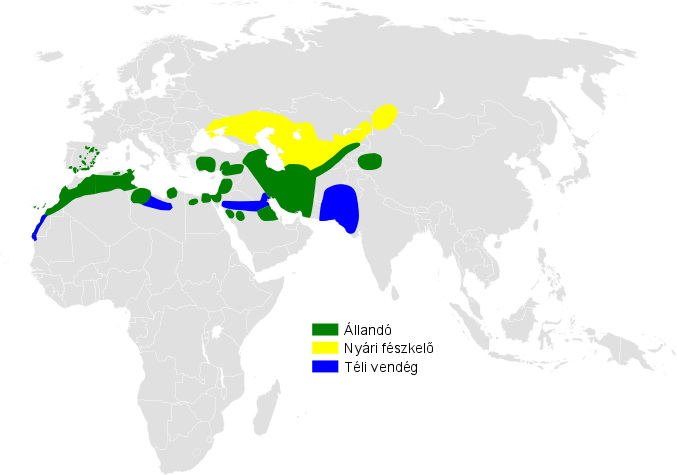
Répartition de l'alouette pispolette

## Systématique
L'espèce Calandrella rufescens a été décrite par l'ornithologue français Louis Jean Pierre Vieillot en 1820, sous le nom iniitla d'Alauda rufescens.
La vaste étude phylogénique d'Alström et al. (2013) amène à une révision complète de la famille des Alaudidae. En conséquence, le Congrès ornithologique international (version 4.2, 2014) déplace cette espèce (anciennement Calandrella rufescens) dans le genre Alaudala.

### Synonymes
- Alauda rufescens Vieillot, 1820; protonyme
- Calandrella rufescens

### Sous-espèces
D'après Alan P. Peterson, il existe les sept sous-espèces suivantes :
- Calandrella rufescens apetzii (A.E. Brehm, 1857)
- Calandrella rufescens heinei (Homeyer, 1873)
- Calandrella rufescens minor (Cabanis, 1851)
- Calandrella rufescens nicolli Hartert 1909
- Calandrella rufescens polatzeki Hartert 1904
- Calandrella rufescens pseudobaetica Stegmann 1932
- Calandrella rufescens rufescens (Vieillot, 1819)